# ウジェーヌ・イザベイ
ウジェーヌ・イザベイ（Eugène Louis Gabriel Isabey、1803年7月22日 - 1886年4月25日）は、フランスの画家である。おもに海岸の風景を描いた。

## 略歴
パリで生まれた。父親は有名なミニアチュール画家、肖像画家のジャン＝バティスト・イザベイである。イザベイは船乗りになりたかったが、父親の意向で美術の道に進んだ。父親から絵を学び、家族が暮らしていたルーブル宮殿に集められた作品を模写して修行した。
1824年からノルマンディー地方の海岸の町、オンフルールに風景画家のグザヴィエ・ルプランス(Xavier Leprince)と滞在し1824年にオンフルールを描いた作品をサロン・ド・パリに出展し、金賞を得た。1826年に同じノルマンディーのサン＝シメオンに移り、1827年に近郊の風景画をサロンに出展し、1等メダルを得た。風景画家のポール・ユエとも親しくなった。
1830年に海軍の公式画家に選ばれ、トゥーロン軍港のパノラマ画を描き、アルジェリアのシディ・フレッドジュの軍基地を描いた。1831年にはモロッコへの外交団に同行を求められたがアルジェリアから帰国したばかりであることを理由に辞退した。イザベイの代わりにウジェーヌ・ドラクロワがこの仕事を引き受け、オリエンタリズムの作品を描く契機となった。
1832年に結婚し、その年レジオンドヌール勲章シュバリエを受勲した。(1852年にレジオンドヌール勲章オフィシエを受勲する。)
1845年にベルギーのデン・ハーグに旅し、ベルギーの画家、ヨハン・ヨンキントと知り合い、ヨンキントをパリに呼んで教育した。
海岸の風景、嵐や難破船などを多く描き後年は海を舞台にした歴史画も描いた。

## 作品

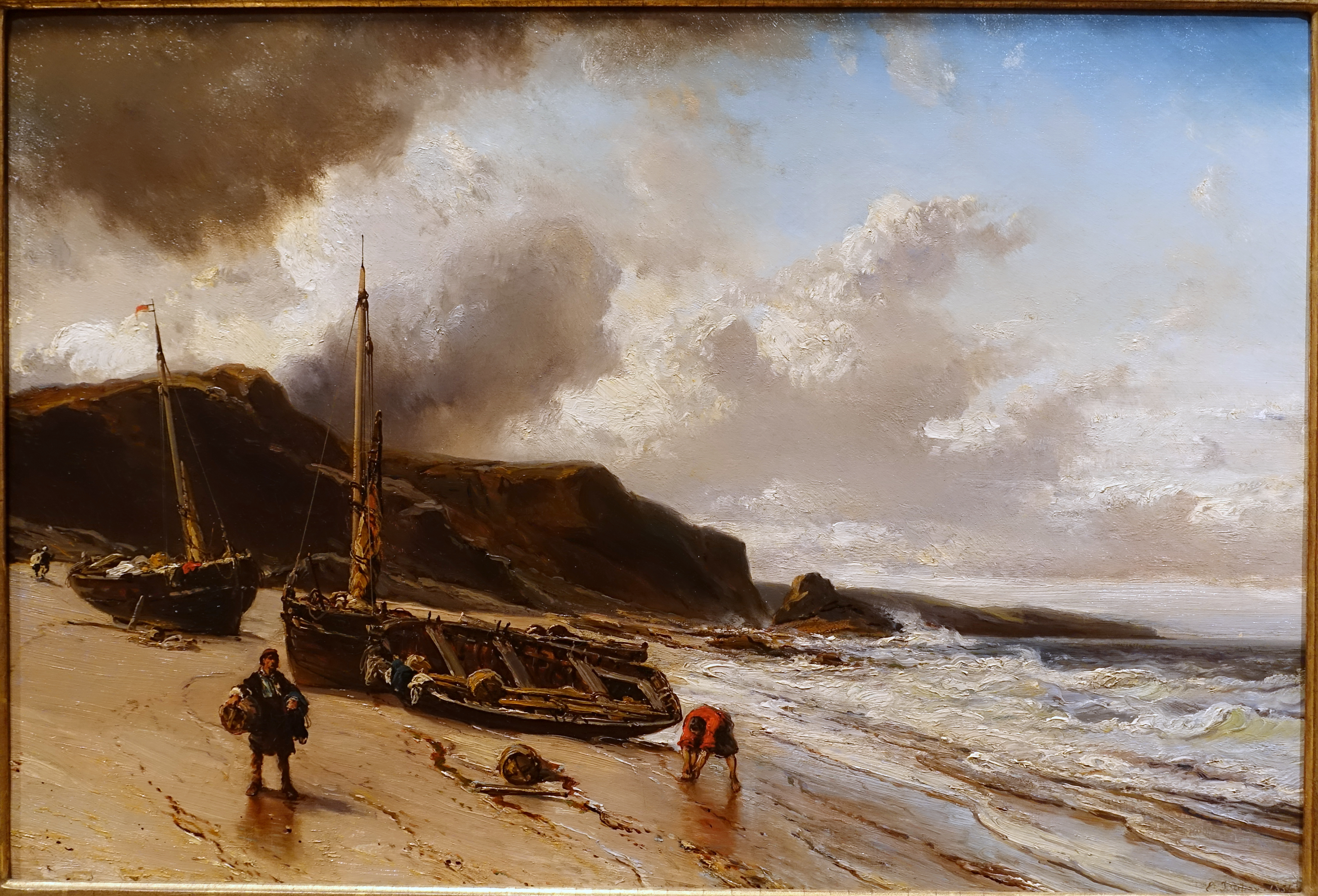
Seascape (1851)
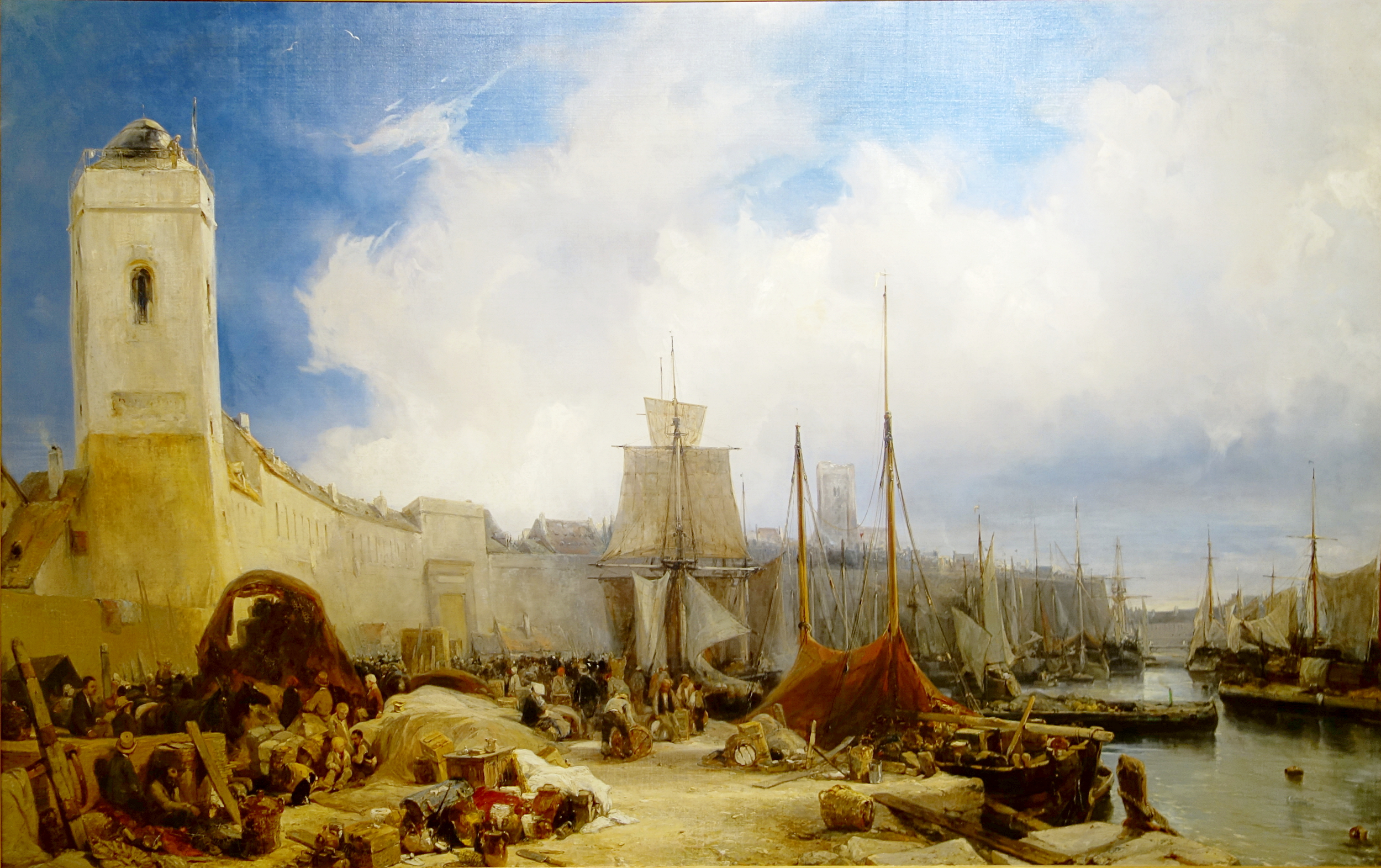
ダンケルクの港(1831)
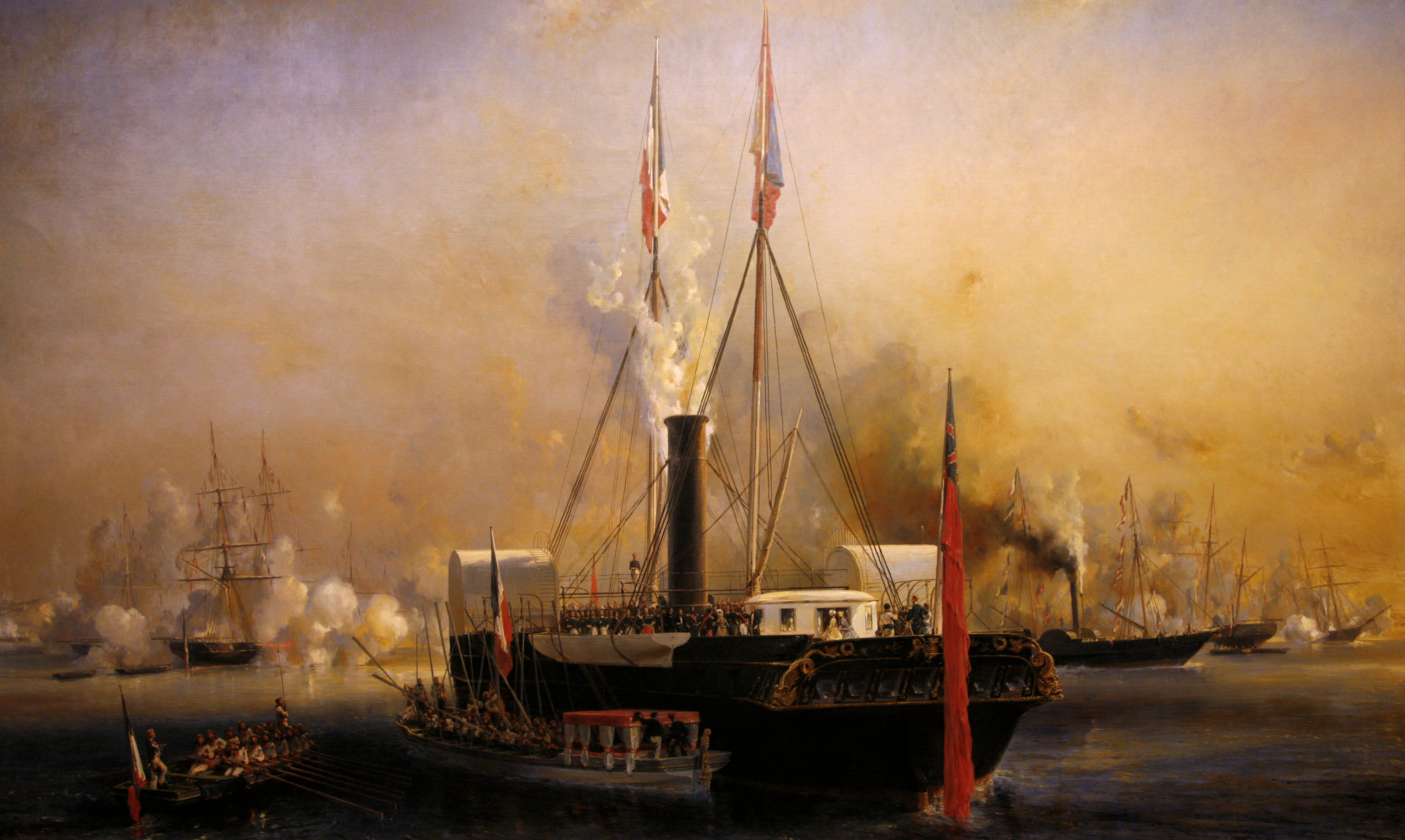
(1843)
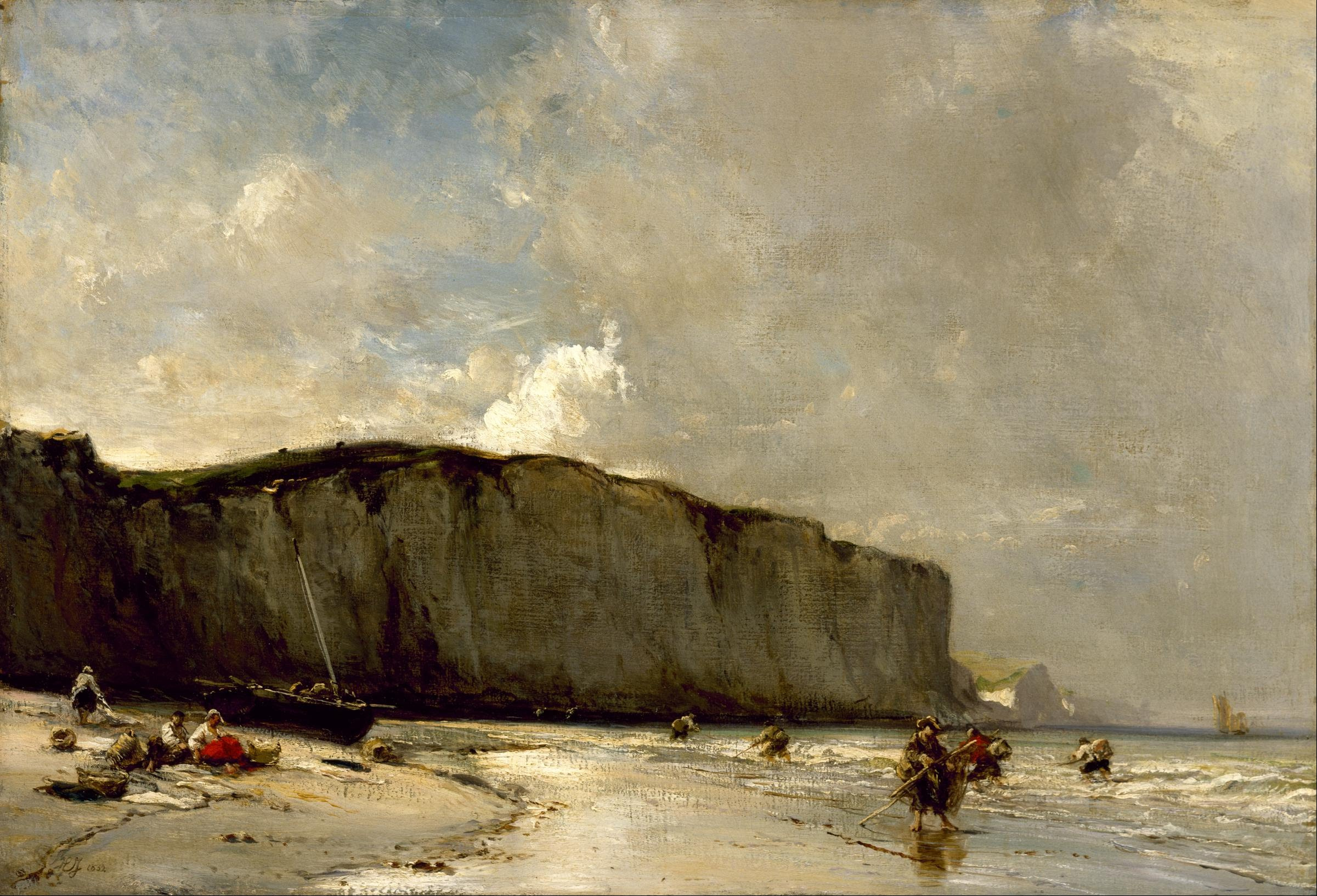
View Along the Norman Coast(1852)
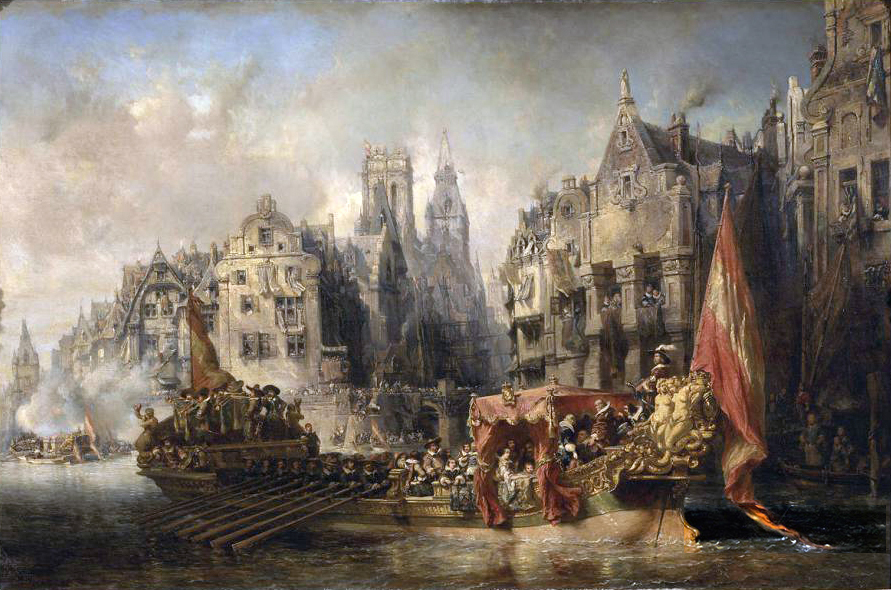
1564年のアルバ公のロッテルダム到着
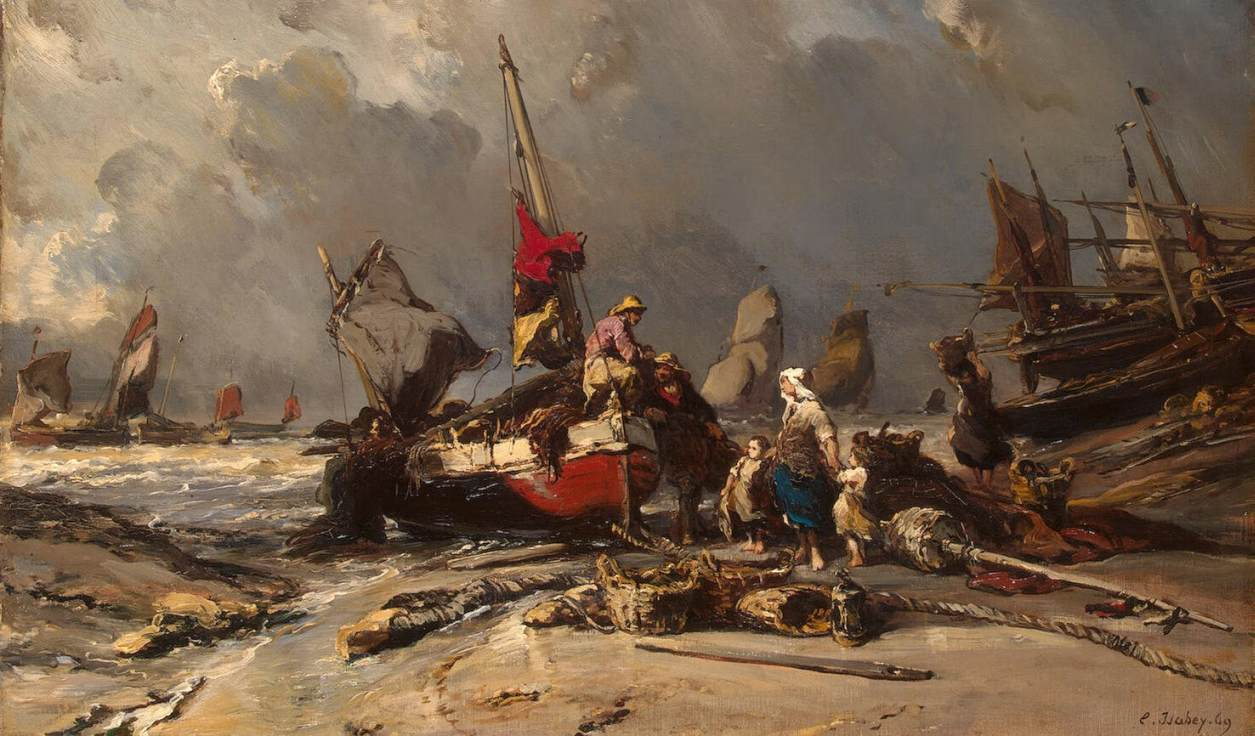
嵐の後 (1865)